# British Rail Class 175
British Rail Class 175 "Coradia" – spalinowe zespoły trakcyjne wytwarzane w latach 1999–2001 w zakładach koncernu Alstom w Birmingham. Łącznie wyprodukowano 27 zestawów. Wszystkie są obecnie eksploatowane przez firmę Arriva Trains Wales, która używa ich głównie na trasach łączących Walię z Crewe i Manchesterem. Bazę wszystkich jednostek stanowi zajezdnia w Chester.

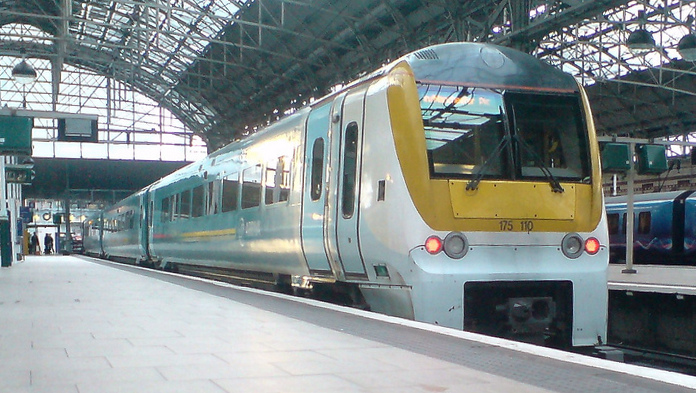
Pociąg w malowaniu Arriva Trains Wales